# El fanfarrón
El fanfarrón (Carlos R. Urbina) es una película mexicana realizada en 1938. Dirigida por Fernando Rivero. Está protagonizada por Jorge Negrete, María Luisa Zea y Emilio Fernández.

## Argumento
Un haciendado perverso (Jorge Negrete) secuestra una muchacha y persigue a un bandido de corazón noble (Emilio Fernández) quien se dedica a interceptar cargamentos de pulque para combatir el alcoholismo entre los indígenas.

## Premios
Esta cinta fue realizada antes de la creación de las academias de cine.